# 一加元硬幣
一加元硬幣（法語：huard；英文：Loonie）是加拿大在1987年發行的金色一元硬幣。硬幣背面是一支普通潛鳥，在北美洲（尤其是加拿大）地方很常見。而硬幣正面是伊麗莎白二世的肖像。